# Archaeatya chacei
Archaeatya chacei is een garnalensoort uit de familie van de Atyidae. De wetenschappelijke naam van de soort is voor het eerst geldig gepubliceerd in 1960 door Villalobos F..